# Julio Bashmore
	Mathew Stephen Walker (né à Bristol, en Angleterre), mieux connu sous le nom de scène Julio Bashmore, est un DJ et producteur britannique de house.

## Biographie
Mathew Walker, alias Julio Bashmore, commence à mixer des chansons à l'âge de 14 ans et s'établit ensuite comme DJ. En 2009, il publie son premier EP éponyme sur le label Dirtybird. D'autres publications en tant que DJ et producteur suivent. Avec Au Seve, sa première publication sur son propre label Broadwalk Records, il se classe dans le Top 75 britannique en octobre 2012. 

## Discographie

### Albums studio
- 2015: Knockin' Boots (Broadwalk Records)[2],[3] (25e place des charts britanniques[4])

### Singles et EP
- 2009 : Julio Bashmore EP (Dirtybird Records)
- 2010 : Chazm / Footsteppin' (Ten Thousand Yen)
- 2010 : Batak Groove (Soul Motive)
- 2011 : Everyone Needs a Theme Tune (PMR Records)
- 2011 : Batty Knee Dance (3024)
- 2011 : Riff Wrath (Futureboogie Recordings)
- 2011 : Father Father feat. Javeon McCarthy (Futureboogie Recordings)
- 2012 : Au Seve (Broadwalk Records) (55e place des charts britanniques,  Argent[5])
- 2012 : Husk (Broadwalk Records)
- 2013 : Mirror Song (Broadwalk Records)
- 2014 : Peppermint feat. Jessie Ware (Broadwalk Records)
- 2014 : Simple Love (Broadwalk Records)
- 2015 : Rhythm of Auld (Broadwalk Records)
- 2023 : Bubblin (Local Action)